# Zagreus Ridge
Der Zagreus Ridge (englisch; bulgarisch хребет Загрей chrebet Sagrej) ist ein teilweise unvereister, 10 km langer, 3,8 km breiter und im Marchaevo Peak bis zu 1100 m hoher Gebirgskamm an der Oskar-II.-Küste des Grahamlands auf der Antarktischen Halbinsel. Er erstreckt sich vom Forbidden Plateau in südöstlicher Richtung zwischen dem Hektoria- und dem Paspal-Gletscher.
Britische Wissenschaftler kartierten ihn 1978. Die bulgarische Kommission für Antarktische Geographische Namen benannte ihn 2013 nach der thrakischen Gottheit Zagreus.